# Inti-Illimani Histórico canta a Manns
Inti-Illimani Histórico canta a Manns è il terzo album in studio del gruppo musicale cileno Inti-Illimani Histórico, pubblicato nel 2014.

## Descrizione
Come indicato dal titolo, questo disco è un omaggio del gruppo al compositore e scrittore cileno Patricio Manns, autore a lungo collaboratore di Horacio Salinas e degli Inti-Illimani, prima, e degli  Inti-Illimani Histórico, dopo la separazione dei due gruppi. Manns ha ha scritto i testi di molte canzoni, gran parte delle quali su musiche di Horacio Salinas, prima direttore artistico degli Inti-Illimani e successivamente degli Inti-Illimani Histórico.
Gli arrangiamenti sono di Horacio Salinas, tutti i brani sono di Patricio Manns tranne Ya no canto tu nombre, la cui musica è di Edmundo Vásquez e il testo di Patricio Manns.
Registrato tra maggio e giugno 2014 negli Estudios Triana, questo lavoro vede l'ingresso nel gruppo del cantante e polistrumentista Hérmes Villalobos. L'album è stato pubblicato in Cile dall'etichetta discografica Plaza Independencia Música in formato CD nel 2014 e ristampato successivamente in LP l'anno successivo.

## Tracce
1. Ya no canto tu nombre – 3:16
2. El andariego – 2:57
3. Elegía sin nombre – 3:06
4. Balada de los amantes de camino de Taverney – 5:13
5. La guitarrera que toca – 4:20
6. Valdivia en la niebla – 4:33
7. Canto esclavo – 4:08
8. El pacto roto – 3:20
9. Los mares vacíos – 4:08
10. Bandido – 3:18

## Formazione
- Horacio Salinas
- José Seves
- Horacio Durán
- Fernando Julio
- Danilo Donoso
- Hérmes Villalobos
- Camilo Salinas

### Collaboratori
- Patricio Manns - voce (Bandido)
- Rene Castro - copertina
- Angel Cardenas - violoncello (Valdivia en la niebla e Elegía sin nombre)
- Federico Dannemann - chitarra elettrica (Canto esclavo)
- Claudius Rieth - ingegnere alla registrazione, al missaggio e alla masterizzazione